# درح
درح شهری در بخش درح شهرستان سربیشه استان خراسان جنوبی ایران است. این شهر از ارتقای روستای درح در سال ۱۳۹۸ ایجاد شد.

## جمعیت
بر پایه سرشماری عمومی نفوس و مسکن در سال ۱۳۹۵ جمعیت این مکان ۲٬۴۳۱ نفر (۶۵۵ خانوار) بوده‌است.